# Kang So-ra
Kang So-ra (강소라?, Gang So-raLR; 18 febbraio 1990) è un'attrice sudcoreana. 
È nota per la sua interpretazione di Ha Chun-Hwa nel film del 2011 Sunny, per essere apparsa nel reality show Uri gyeolhonhaess-eo-yo con il leader dei Super Junior, Leeteuk, e per essere stata la protagonista della seconda stagione del drama coreano Dream High 2.
Oltre alla recitazione, ha partecipato al talk show Strong Heart, allo show Top Gear Korea e a numerosi videoclip musicali. Ha prestato la propria voce per la colonna sonora di Dream High e di Sunny, e nel 2012 ha doppiato Merida nella versione coreana di Ribelle - The Brave. Lavora anche come modella dal 2009.
È laureata in recitazione all'università Dongguk.

## Filmografia

### Cinema
- 4gyosi churi-yeong-yeok, regia di Lee Sang Yong (2009)
- Kwang-tae's Basic Story, regia di Ryoo Hyoun-Kyoung (2009)
- Sunny, regia di Kang Hyeong-cheol (2011)
- Paparoti, regia di Yoon Jong-chan (2013)
- Haechiji-anh-a, regia di Son Jae-gon (2020)

### Televisione
- Makdwaemeokeun Young-Aessi – serie TV (2010-2011)
- Woorijib Yeojadeul – serie TV (2011)
- Dream High 2 – serie TV, 16 episodi (2012)
- Motnani Joouibo – serie TV (2013)
- Misaeng (미생) – serie TV (2014)
- Doctor ibang-in (닥터 이방인) – serie TV, 20 episodi (2014)
- Maendorong ttottot (맨도롱 또똣) – serie TV, 16 episodi (2015)
- Dongnebyeonhosa Jo Deul-ho (동네변호사 조들호) – serie TV, 20 episodi (2016)
- Byeonhyeog-ui sarang (변혁의 사랑?) – serie TV (2017)

## Riconoscimenti
- 2011 – Mnet 20's Choice Awards
  - Hot Movie Star of the Year (per Sunny)
- 2011 – Buil Film Awards
  - Best New Actress
- 2011 – Style Icon Award
  - Content of the Year (per Sunny)
- 2012 – 48th Baeksang Arts Awards
  - Female Popularity Award
- 2012 – MBC Entertainment Awards
  - Popularity Award con Leeteuk (per Uri gyeolhonhaess-eo-yo)